# Reprezentacja Rumunii na Mistrzostwach Świata w Narciarstwie Klasycznym 2005
Reprezentacja Rumunii na Mistrzostwach Świata w Narciarstwie Klasycznym 2005 w Oberstdorfie liczyła troje sportowców - jedną kobiety i dwóch mężczyzn. Wszyscy reprezentanci Rumunii wystąpili w konkurencjach biegowych.

## Wyniki

### Biegi narciarskie

#### Mężczyźni
Sprint
- Mihai Galiceanu - 58. miejsce

15 km stylem dowolnym
- Zsolt Antal - 58. miejsce
- Mihai Galiceanu - 88. miejsce

#### Kobiety
Sprint
- Mónika György - 58. miejsce

10 km stylem dowolnym
- Mónika György - 62. miejsce